# Karabin Sako M90
Sako M90 – fiński karabin szturmowy skonstruowany w drugiej połowie lat 80. Nieprodukowany seryjnie.
Nieprzyjęcie do uzbrojenia zbudowanego w układzie bullpup karabinu Valmet M82 spowodowało, że następny karabin konstruowany w firmie Valmet miał mieć układ klasyczny. Prace rozpoczęto w 1986 roku i kontynuowano po połączeniu w 1987 roku firm Sako i Valmet. Prototyp nowego karabinu powstały w latach 1989–1990.
Sako M90 był podobnie jak Valmet M62 i M76 oparty na mechanizmach karabinu AK-47, ale miał zmodyfikowany mechanizm spustowy. Przełącznik rodzaju ognia przeniesiono na lewą stronę komory zamkowej. Ponieważ usunięto przy tym starą dźwignię przełącznika chroniąca po zabezpieczeniu broni wnętrze komory zamkowej przed zanieczyszczeniem broń wyposażono w sprężynująca pokrywkę spełniającą to samo zadanie. Karabin wyposażono także w nowe wielofunkcyjne urządzenie wylotowe i kolbę. Karabin miał być wyposażony w magazynek z przezroczystego tworzywa sztucznego, dwójnóg, podstawę celownika optycznego oraz bagnet nożowy.
Po testach nie zdecydowano się na wprowadzenie M90 do uzbrojenia armii fińskiej (zamiast niego do uzbrojenia trafił Sako M95), a producent nie zaryzykował uruchomienia produkcji wyłącznie na eksport.

## Opis
Sako M90 był bronią samoczynno-samopowtarzalną. Automatyka broni działa na zasadzie odprowadzania gazów prochowych z długim skokiem tłoka gazowego. Zamek ryglowany przez obrót (2 rygle). Rękojeść przeładowania po prawej stronie broni. Mechanizm spustowy z przełącznikiem rodzaju ognia. Skrzydełko bezpiecznika/przełącznika rodzaju ognia po lewej stronie komory zamkowej. Magazynki 30 nabojowe. Kolba stała, z metalowych rur. Przyrządy celownicze mechaniczne, składają się z muszki i celownika krzywkowego.